# Le malin plaisir
Le malin plaisir is een film van Bernard Toublanc-Michel (1975) met Jacques Weber, Claude Jade, Anny Duperey, Mary Marquet, Cécile Vassort en Nicoletta Machiavelli.

## Synopsis
Een historicus verongelukt voor hij zijn studiewerk heeft kunnen voltooien, zodat de uitgever een ghostwriter opdracht geeft het boek te voltooien. Deze maakt zijn entree in de uitsluitend uit vrouwen bestaande huishouding van de overledene en gaat zich, ondanks zijn groeiende twijfel over de omstandigheden van diens dood, steeds meer met hem identificeren.

## Rolverdeling
| Acteur                | Personage          |
| --------------------- | ------------------ |
| Jacques Weber         | Marc Lancelot      |
| Claude Jade           | Julie              |
| Anny Duperey          | Marianne Malaiseau |
| Mary Marquet          | Madame Malaiseau   |
| Nicoletta Machiavelli | Melisa             |
| Cécile Vassort        | Christine          |
| Eric Najsztat         | Jean-Philippe      |
| Arthur Amalric        | Andiol             |